# ス・ワンダフル
「ス・ワンダフル」（英語: 'S Wonderful）は、ガーシュウィン兄弟によるポピュラーソング。作詞アイラ・ガーシュウィン、作曲ジョージ・ガーシュウィン。オードリー・ヘップバーンとフレッド・アステアが共演した1957年の映画『パリの恋人』の主題歌として知られる。このため、ジャズファン以外にも広く知られる曲となっている。
「君が僕を愛してくれるなんて、なんと素敵で素晴らしいことだろう」と速いテンポとスウィング感で、ドラマティックに、ユーモラスに歌い上げる。
1927年のブロードウェイ・ミュージカル『ファニー・フェイス』のためにガーシュウィン兄弟が書き下ろし、アデール・アステアとフレッド・アステア姉弟が初演、通算公演250回を記録し、彼らの代表作として知られるようになった。
「'S」は、当時流行していた「It's......」の「It」を省略する言い回しであるが、この歌ができた当初はシンガーが正確に「It's」と発音することにアイラ・ガーシュウィンは苦慮することになった。

## カバー
カバーしたアーティストを以下に例示する。
- ヘレン・メリル『ヘレン・メリル・ウィズ・クリフォード・ブラウン』（1955年） - メリルのハスキーボイスが引き立つようなアレンジをしているのはクインシー・ジョーンズ[1]。
- アニタ・オデイ 『アニタ・シングス・ザ・モスト（英語版）』（1957年） - 伴奏はオスカー・ピーターソンのカルテット。かなり速いテンポになっている[2]。
- ビル・チャーラップ（英語版）『ス・ワンダフル』（1999年） - チャーラップの日本でのファンを確実に増やしたとされる演奏[2]。
- ダイアナ・クラール『ザ・ルック・オブ・ラヴ（英語版）』（2001年） - 速いテンポで歌われることの多い「ス・ワンダフル」であるが、クラールはボサ・ノヴァのリズムでミディアム・スローのテンポで歌っている[1]。